# Арумуни в Албанії

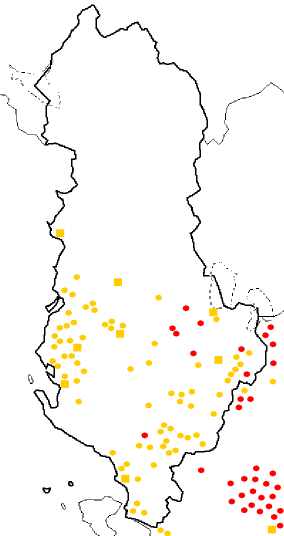
Села (кружечки) та міста (квадрати) з арумунським населенням в Албанії та сусідніх регіонах Греції. Червоним позначені населені пункти з переважно арумунським населенням

Арумуни є однією з національних меншин Албанії. На території Албанії з Середньовіччя існували центри розселення арумунів, що XVIII столітті були зруйновані османами. У XXI столітті в Албанії офіційно зареєстровано трохи більше 8 тисяч арумунів, хоча дослідники оцінюють кількість людей арумунського походження у кілька десятків тисяч.

## Історія
Походження арумунів достеменно невідоме. За різними версіями це місцеві ілірійські, грецькі, дакські чи фракійські племена, які сприйняли римську культуру, змішалися з римськими військовими поселенцями та розвинули на базі латини власну арумунську мову (з підгрупи східнороманських мов).
Головним торговим центром арумунів Албанії було місто Воскополе. Проте в другій половині XVIII століття уряд Османської імперії через мало зрозумілі причини здійснив каральну акцію та зруйнував це місто, а його мешканці були розсіяні по різних вілаєтах імперії. Іншим уентром арумунів було середньовічне місто Грабове, теперішнє село Грабове-е-Шиперме. Попри те, що з цього населеного пункту відбулося кілька хвиль міграції, воно лишалося населеним арумунами.
Значна кількість арумунів мешкає в області Корча. Ще в першій половині XX століття традиційно вони займалися відгінним скотарством. Влітку вони випасали худобу в горах Островиче та Грамос, а взимку сходили в долини приморського узбережжя Мизече чи в Теспротії навколо грецької Ігумениці.

## Сучасність
Кількість арумунів у Албанії точно невідома. У часи комуністичної диктатури в арумунів не було жодного самовизначення, вони вважалися албанцями. У 1991—1992 роках почали з'являтися арумунські громадські організації. За деякими оцінками в Албанії може бути до 200 тисяч людей арумунського походження. Арумуни Албанії переважно не належать до релігійних громад, лише деякі є мусульманами або християнами.
Арумунське походження мають чимало важливих культурних та політичних діячів Албанії, зокрема брати Абдюль Фрашері, Наїм Фрашері, Самі Фрашері. Арумуни прикордонних з Грецією територій часто мають грецьку ідентичність, пов'язану з економічним фактором більш розвиненої Греції.
23 травня щорічно відзначається національний день арумунів. Його святкують на честь указу османського султана 1905 року, що дарував арумунам статус окремої спільноти. Представники уряду Румунії з 2002 року вітають у цей день арумунів Албанії, як і сусідніх країн окрім Греції.
Албанці називають арумунів «влех» (алб. Vlleh) — влахи, волохи, або «чобан» (алб. Çoban) — чабани, пастухи, що відповідає їхнім зайняттям. Також використовується назва «ласіфасе» (алб. Llaciface), що є звуконаслідуванням арумунської вимови та дещо пейоративною назвою.

## Організації арумунів в Албанії
Під час комуністичного режиму були заборонені будь-які національні організації арумунів, а самі арумуни не визнавалися окремим етносом. З падінням режиму арумунські дослідники фольклору почали гуртуватися в Корче та в містечку Селеніца поблизу Вльори. У жовтні 1991 року Міністерство культури, молоді й спорту Албанії зареєструвало першу арумунську організацію — Асоціацію арумунських албанців. Невдовзі також було скликано перший конгрес арумунського народу Албанії, куди прибули делегати не тільки з Албанії, але й з Румунії, Греції, Македонії, Франції та США. Гімном арумунів Албанії було проголошено пісню «Воля пращурів» на вірші арумунського поета Константина Белімасе.

## Мовна ситуація
Арумуни в Албанії користуються арумунською мовою для побутового спілкування. Ця мова не використовується ані в освіті, ані в релігійних справах. Єдиним прикладом використання арумунської мови є її викладання за вибором у містечку Дів'яка. Попри відсутність арумунської мови в православній службі, мова є однією з важливих відмінностей арумунів, що відрізняє їх від албанської ісламської більшості в південній Албанії, а тому варто очікувати її збереження в цьому регіоні. Мовний престиж арумунської в Албанії є вищим, ніж у сусідній Греції.
Арумунська мова вплинула на деякі албанські говірки-арго, зокрема на пуріште та доганче (алб. dogançe). Так, пуріште містить близько 16 % арумунських лексем, зокрема чимало запозичень стосуються назв тварин та худоби, рослин та харчів, технічних термінів.

## Відомі люди
- Димитер Коконеші — православний архієпископ Тирани.